# Johann Philipp Faubel
Johann Philipp Faubel (gedoopt Aschaffenburg, 14 juli 1803 – Paramaribo, 17 november 1855) was een Nederlands klarinettist van Duitse komaf.
Hij was zoon van Bartholomeus Faubel en Philippina Knodt. Vader Faubel was muziekdirecteur in het leger, maar waarschijnlijk ook klarinettist. Hij is broer van klarinettist Joseph Faubel, die furore maakte in Duitsland. Pianist August Friedrich Leopold Faubel is zijn zoon.
Philipp Faubel kreeg zijn muziekopleiding van zijn vader en werd klarinettist in de schouwburg van Frankfurt am Main (zijn broer was hofklarinettist aldaar geweest). Rond 1830 vestigde hij zich in Den Haag en gaf daar enkele concerten. Dat viel op bij Johann Heinrich Lübeck, die hem overhaalde docent te worden docent aan de Koninklijke muziekschool aldaar (1831-1841). Hij ging tevens spelen bij de Fransche Opera in de Hofstad (Première clarinette de la Chapelle du Roi). Hij trad veelvuldig op als solist en ondernam een aantal concertreizen naar West-Indië. Zijn laatste reis was richting Suriname, waar hij in 1855 overleed, waarschijnlijk aan gele koorts. Voor een reis in 1853 had hij nog een werk voor klarinet geschreven: "Souvenir de Paramaribo", dat niet werd uitgegeven.
Hij was docent van Carel Julius Becht en Anton Belinfante.
- Virtual International Authority File: 1071152744562427850000